# ألكسندر أوناسيس
ألكسندر سقراط أوناسيس (باليونانية: Αλέξανδρος Ωνάσης) رجل أعمال أمريكي يوناني. وهو نجل أشهر رجال الشحن اليوناني الثري أرسطو أوناسيس من زوجته الأولى تينا ليفانوس. كان هو وأخته كريستينا أوناسيس غاضبين من زواج والدهما من جاكلين كينيدي ، وكان له الفضل في محاولة تحسين العلاقة بين والده وستافروس نياركوس.
ولد الكسندر في مدينة نيويورك ، ولم يتعلم تعليما رسميا وعمل لعدة سنوات مع والده في مقر اقامته في موناكو. شهدت العلاقة بين أوناسيس ووالده توترات نتيجة لعلاقته السرية مع فيونا تايسن ، الزوجة السابقة لهانز هاينريش تايسن-بورنيميسزا. وقد تم تعيينه لاحقا رئيس لشركة الطيران الأولمبية ، وهي شركة طيران إقليمية يونانية يملكها والده.
توفي الكسندر في المستشفى نتيجة للإصابات التي لحقت به في حادث تحطم طائرة في مطار هيلينيكون الدولي باليونان عن عمر يناهز 24 عام، ودفن بجزيرة سكوربيوس اليونانية.